# Großer Horbach
Der Große Horbach ist ein knapp zwei Kilometer langer linker Zufluss der Sauer in der Südpfalz.

## Verlauf
Der Große Horbach entspringt auf einer Höhe von 299 m ü. NN im westlichen Wasgau am Osthang des Goldgrübel. Er fließt etwa 250 m südostwärts durch ein enges bewaldetes Tal, wendet sich dann nach Süden, fließt westlich an der Horbachkanzel vorbei, unterquert dann bei der Wüstung Reißler Forsthaus die Landesstraße 478 und mündet schließlich auf einer Höhe von 233 m ü. NN unterirdisch in den Schöntalweiher.

## Natur
In seinem Tal befindet sich mit dem Horbachbrunnen ein Naturdenkmal.